# Шебино
Шебино — деревня в Велижском районе Смоленской области России. Входит в состав Селезнёвского сельского поселения. Население — 4 жителя (2007).
Расположена в северо-западной части области в 17 км к востоку от Велижа, в 16 км северо-восточнее автодороги Р133 Смоленск — Невель. В 80 км южнее деревни расположена железнодорожная станция Голынки на линии Смоленск — Витебск.

## История
В годы Великой Отечественной войны деревня была оккупирована гитлеровскими войсками в июле 1941 года, освобождена в сентябре 1943 года.